# قسطنطين (بابا)

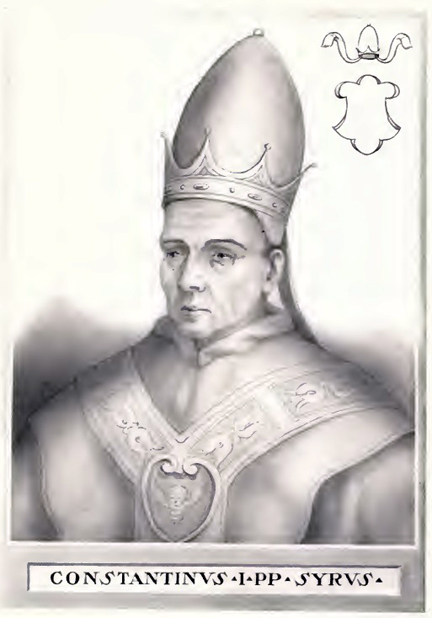
بابا قسطنطين

البابا قسطنطين (664 – 715) هو من أبرز البابوات المشرقيّون الذين اعتلوا البابوية قبل الأنقسام الشرقي والغربي. وُلِدَ البابا قسطنطين في مدينة صور (لبنان). بالإضافة لكونه سريانيًّا فقد كانت له معرفة باللغة اللاتينية واليونانية.
البابا قسطنطين هو البابا الثامن والثمانون في الكنيسة الكاثوليكية. تولّى البابويّة من 708 إلى 715.[بحاجة لمصدر]